# Palazzo mediceo di Seravezza

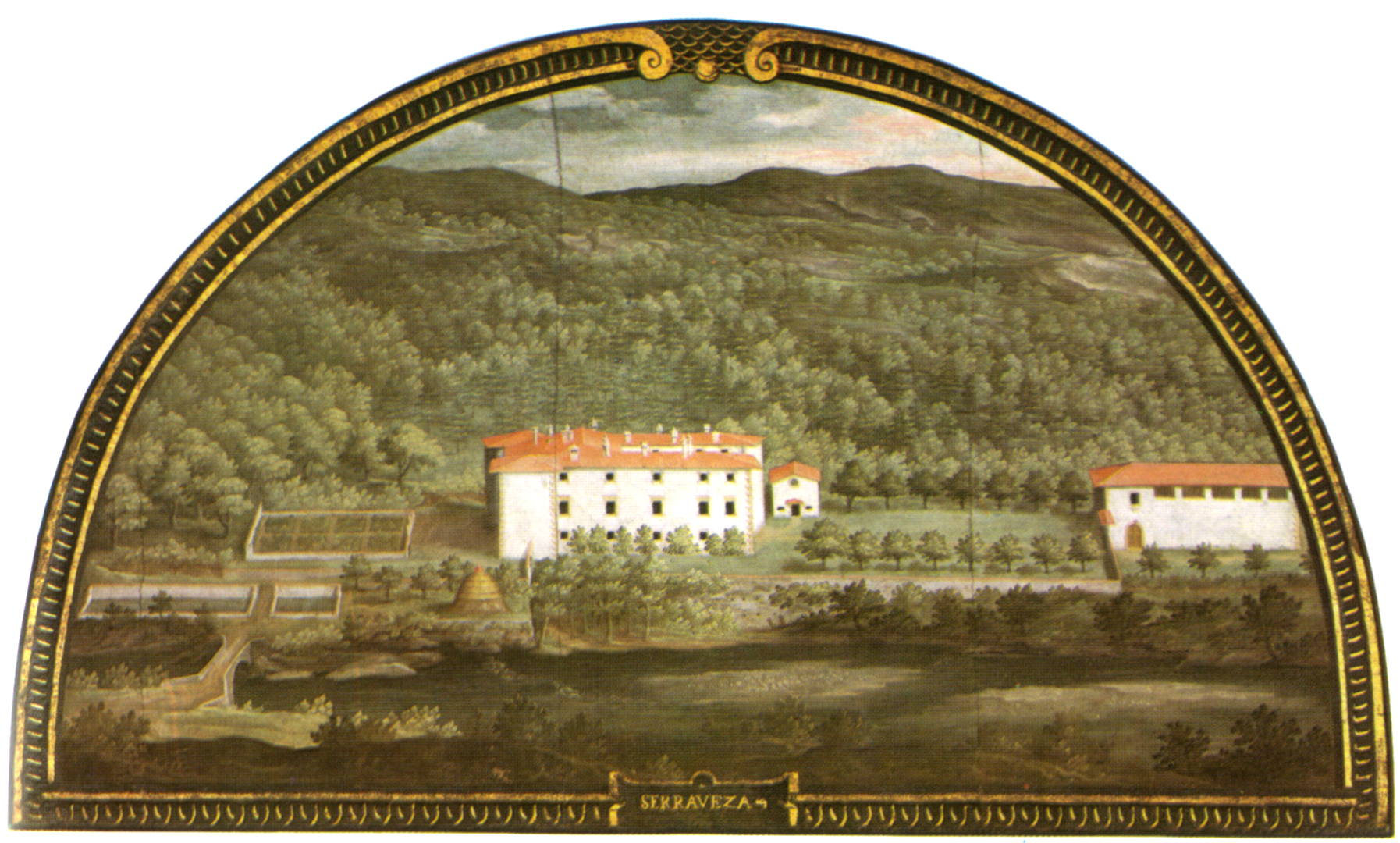
La Villa di Seravezza, médaillon de Giusto Utens, Museo di Firenze com'era

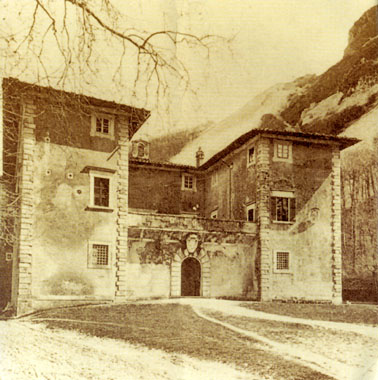
La villa di Seravezza - photo ancienne

La Villa Medicea di  Seravezza ou Palazzo Mediceo di Seravezza est une villa médicéenne qui se situe sur la commune de Seravezza en province de Lucques, entre Massa et Pietrasanta, aux pentes des  Alpes apuanes et à la confluence de la  Serra et de la  Vezza, ce qui lui donne son nom.
Elle comporte aujourd'hui un musée de la tradition populaire de la Versilia.

## Histoire
La villa fut construite pour da Cosme Ier entre 1560et 1564, sur un projet d'un architecte non référencé (Certains l'attribuent à Bartolomeo Ammannati, d'autres au jeune Bernardo Buontalenti à cause d'analogies avec  la villa Medicea di Artimino).
Elle a été conçue avant tout comme un avant-poste militaire défensif dans la région de la Versilia, entre les influences de Pise, Gênes, Lucques et Florence, mais cela ne pénalisa pas la dimension seigneuriale de la demeure, comme le médaillon de Giusto Utens le montre, avec les grands bosquets, pour la chasse, un jardin à l'italienne, une chapelle et un annexes affectées aux écuries.
Le rivage voisin de la Vezza donnait de la fraîcheur l'été, rendant la villégiature agréable pendant les séjours réguliers  de la cour des Médicis. Parmi les hôtes qui y passèrent des périodes particulièrement longues on peut noter Bianca Capello, seconde femme de François Ier de Médicis, et Christine de Lorraine, qui y résida pour des longues périodes après être restée veuve de Ferdinand Ier de Médicis.
La zone de Seravezza avait aussi une autre importante caractéristique stratégique, car elle était à proximité des carrières et mines que Cosme désirait développer : les carrières de marbre et d'argent demeurées longtemps inactives, lorsque le grand-duc leur redonna une nouvelle impulsion avec la découverte de filons de plomb argentifère et, en 1563, du marbre « mistio » dit même « fleur de pêcher » ou de la « Brèche de Seravezza », que devint recherchée.
La villa passa aux Habsbourg-Lorraine avec l'extinction de la descendance de la maison Médicis. Le grand-duc Pierre Léopold destina une partie des locaux pour les magasins et les bureaux administratifs d'une forge, encore visible au côté du palais, construite autour du 1786, le long du torrent Ruosina. En 1835, la forge fermée, la villa redevint un lieu de séjour de la famille grand-ducale.
Elle passa ensuite à l'État italien et en 1864 elle fut offerte à la commune de Seravezza qui, après avoir affecté l'édifice en prison, le récupéra et l'employa ensuite comme son siège municipal, jusqu'à 1966.
Aujourd'hui elle accueille le Museo del Lavoro e delle Tradizioni Popolari della Versilia Storica (Musée du Travail et des Traditions Populaires de la Versilia Historique), la bibliothèque Communale, les archives historiques et des expositions d'art moderne et contemporain y ont lieu régulièrement.

## Sources
- (it) Cet article est partiellement ou en totalité issu de l’article de Wikipédia en italien intitulé « Palazzo mediceo di Seravezza » (voir la liste des auteurs).